# William J. Burns
Pour les articles homonymes, voir Burns.
Cet article possède un paronyme, voir William Burns.
William John Burns (19 octobre 1861 - 14 avril 1932), connu sous le surnom du « Sherlock Holmes américain », est célèbre pour avoir été le directeur du Bureau of Investigation (BOI) (prédécesseur du FBI) du 22 août 1921 au 10 mai 1924. Il est né à Baltimore (Maryland) et a fait ses études à Columbus (Ohio). Jeune, Burns s'est fait remarquer en tant qu'agent des services secrets et a transmis cette bonne réputation à l'agence de sécurité qu'il créa : l'Agence de détective internationale William J. Burns (qui fait maintenant partie de Securitas Security Services USA ). Son instinct naturel de détective ainsi que ses capacités médiatiques ont fait de lui une figure nationale.  Ses exploits ont fait l'actualité nationale, notamment dans les magazines de détectives, dans lesquels il a publié des histoires de crimes basés sur ses exploits. 

## Biographie

### Vie privée
Burns a épousé Annie M. Ressler en 1880, avec laquelle il a eu six enfants. Ses fils, Raymond J. et William Sherman, ont également travaillé comme détectives pour l'Agence de détective nationale William J. Burns.
Il est mort d'une crise cardiaque à Sarasota, en Floride, le 14 avril 1932. 

### Attaque duLos Angeles Times
À la suite de l'attaque à la bombe du Los Angeles Times le 1er octobre 1910, la ville de Los Angeles a engagé Burns pour tenter d'en retrouver les auteurs. Le fils de Burns, Raymond, et les agents des départements de police de Détroit et de Chicago ont arrêté Jim McNamara et son associé, Ortie McManigal, le 14 avril 1911 à Detroit. Puis John McNamara sera arrêté le même mois à Indianapolis. Extradés à Los Angeles, les frères plaident coupables du meurtre commis lors de l'attentat à la bombe.

### Carrière au BOI
Grâce à sa réputation et son amitié avec le procureur général du président Warren Harding, Harry M. Daugherty, Burns était considéré comme qualifié pour diriger le Bureau of Investigation. Burns a été nommé comme directeur du Bureau of Investigation le 22 août 1921.  En parallèle de son mandat, il a toujours continué à diriger son agence de détectives. Sous la direction Burns, les effectifs du Bureau ont été largement réduits, passant d'environ 1 100 employés en 1920, à seulement 600 en 1923. Burns a notamment été responsable de l'embauche des premiers agents spéciaux féminins, Alaska P. Davidson en 1922 et Jessie B. Duckstein en 1923 
À la demande du procureur général Daugherty, Burns lance une enquête sur le sénateur du Montana, Thomas J. Walsh, pour trouver des preuves d'actes criminels. L'enquête était en fait un prétexte pour des représailles politiques; le membre du Congrès avait joué un rôle déterminant dans la lutte contre les baux pétroliers accordés par le secrétaire à l'Intérieur, Albert Fall, un ami de Daugherty. Burns a refusé de remettre les documents du ministère de la Justice aux enquêteurs du Congrès, qui ont par la suite commencé à enquêter sur le BOI. Les révélations du Sénat sur cette affaire ont été avidement couvertes par la presse sous le nom de « scandale Daugherty-Burns» . Plusieurs agents de Burns se sont rendus dans les bureaux de journaux qui avaient présenté les actions du BOI négativement. Leurs tentatives maladroites d'intimidation des rédacteurs de journaux ont provoqué une forte réaction de l'opinion publique et du Congrès. Burns est contraint de démissionner en 1924 à la demande du procureur général Harlan Fiske Stone  et, le 10 mai 1924, J. Edgar Hoover prend la relève à titre provisoire.

### Scandale Teapot Dome
Burns a également été impliqué indirectement dans le scandale Teapot Dome, impliquant la location secrète de réserves de pétrole aux sociétés privées. En novembre 1927, Harry F. Sinclair a fait l'objet d'un procès devant un tribunal fédéral pour conspiration visant à frauder les États-Unis, dans le cadre de la location de la réserve pétrolière de Teapot Dome. À la demande de Henry Mason Day, haut responsable de la société pétrolière Sinclair Oil, Burns a secrètement embauché une équipe de 14 hommes pour "enquêter" sur les jurés. Au milieu du procès, les enquêteurs du gouvernement ont découvert les agents de Burns et le procès a été immédiatement annulé en attendant un nouveau procès. 
Lors d'une nouvelle audience, la défense de Sinclair a déclaré qu'il avait fait suivre les jurés pour les protéger contre les influences fédérales; et qu'en aucun cas les agents de Burns n'avaient eu de contact direct avec les jurés. Sinclair a été reconnu coupable de corruption et condamné à six mois d'emprisonnement, William J. Burns à 15 jours d'emprisonnement, et William Sherman Burns, à une amende de 1 000 $. William J. Burns a fait appel de la décision et la Cour suprême a par la suite annulé sa condamnation (Sinclair v. United States, 279 US 749 - Supreme Court 1929),. 

### Retraite
Après avoir pris sa retraite de son agence de détectives, Burns a déménagé en Floride et a publié pendant plusieurs années des romans policiers et mystères basés sur sa longue carrière. 

## Apparitions culturelles
Films et séries
- L'acteur Paul Dooley a interprété William J. Burns dans la minisérie de télévision The Murder of Mary Phagan.
- Gary Basaraba l'incarne dans Killers of the Flower Moon (2022) de Martin Scorsese.

Écrits
- La guerre masquée ; l'histoire d'un péril qui menaçait les États-Unis  New York, George H. Doran Co., 1913
- L'affaire Argyle  avec Arthur Hornblow, Harriot Ford et Harvey O'Higgins, New York, Londres, Harper, 1913.
- La crevasse  avec Isabel Ostrander New York   : Grosset & Dunlap, 1915